# Санта Луча (Казерта)
Санта Луча је насеље у Италији у округу Казерта, региону Кампанија.
Према процени из 2011. у насељу је живело 631 становника. Насеље се налази на надморској висини од 223 м.